# Minna Tersmeden
Carolina Selima (Minna) Adolfina Tersmeden, född 9 augusti 1856 i Hedvig Eleonora församling, Stockholm, död 24 mars 1938 i Hedvig Eleonora församling, Stockholm, var en svensk slöjdlärare och målare.

## Biografi
Minna Tersmeden var dotter till brukspatronen Pehr Reinhold Tersmeden och Maria Mathilda Nyberg. Hon studerade vid Kungliga Akademien för de fria konsterna i Stockholm 1879–1885 och arbetade efter studierna som slöjdlärare i London 1887–1913, varefter hon återflyttade till Sverige. Tersmeden är representerad vid Nationalmuseum.
Minna Tersmeden är begravd på Solna kyrkogård.